# Bob Bell
Charles Robert Bell, detto Bob (Belfast, 10 aprile 1958), è un ingegnere britannico, direttore esecutivo della scuderia Aston Martin F1 Team.

## Biografia
Bell ha frequentato la Queen's University di Belfast ottenendo un dottorato in Ingegneria Aeronautica. Entrato in McLaren nel 1982 ha lavorato nel comparto aerodinamico fino al 1988, quando fu promosso a Capo della Ricerca e Sviluppo per i successivi due anni.
Nel 1997 è entrato nel team Benetton, lavorando con Nick Wirth. Ha lavorato come Capo dell'Aerodinamica alla Benetton fino al 1999, quando andò al team Jordan come Capo della Tecnologia Veicolo, dopo essere stato invitato dal suo ex collega McLaren Mike Gascoyne.
Bell ha lasciato la Jordan nel 2001 per entrare in Renault F1 come Vice Direttore Tecnico per ricoprire poi il ruolo di Direttore Tecnico nel 2003, quando Mike Gascoyne andò nel team Toyota F1. Bell al team Renault è stato un Direttore Tecnico di grande successo durante le stagioni 2005 e 2006, in cui le sue monoposto R25 e R26 hanno vinto entrambi i titoli Campionato Piloti e Campionato Costruttori. Nelle successive due stagioni ci sono stati pochi buoni risultati e il team è andato al quarto posto nel Campionato Costruttori 2007 e 2008. Dopo le dimissioni di Flavio Briatore e Pat Symonds in relazione ad alcune vicende che hanno visto coinvolto il team Renault, il 23 settembre 2009 Bell è stato nominato Team Principal per il resto dell'anno. Per la stagione 2010 Bell ha ricoperto la carica di Managing Director per la scuderia Renault fino a lasciare la squadra il 6 ottobre 2010.
Il 18 febbraio 2011 Bell è stato nominato nuovo direttore tecnico della Mercedes AMG, entrando in attività con la squadra tedesca dal successivo 1º aprile.
Nel giugno 2015 viene annunciato il passaggio alla Manor F1 Team.
Il 3 febbraio 2016, Bell è stato annunciato come il Chief Technical Officer della Renault, ritornata in Formula 1.